# (212797) Lipei
(212797) Lipei est un astéroïde de la ceinture principale.

## Description
(212797) Lipei est un astéroïde de la ceinture principale. Il fut découvert le 9 octobre 2007 à XuYi par le PMO NEO Survey Program. Il présente une orbite caractérisée par un demi-grand axe de 2,76 UA, une excentricité de 0,08 et une inclinaison de 5,8° par rapport à l'écliptique.